# サンフランシスコ国際映画祭
サンフランシスコ国際映画祭（サンフランシスコこくさいえいがさい、San Francisco International Film Festival）はカリフォルニア州サンフランシスコで行われる国際映画祭。

## 概要
1957年より毎年4月に開催されている。現在はw:San Francisco Film Societyが主催し、平均して50カ国から150本程の映画が上映され、アメリカの観客たちに多くの外国映画を紹介している。
ゴールデン・ゲート賞 (Golden Gate Awards)が授与されるコンペティション部門には、ドキュメンタリー部門、短編アニメ部門など多くの部門に分かれている。また、世界の著名な映画監督に授与される Founder’s Directing Award や、俳優に授与される Peter J. Owens Award などがある。